# 이상경 (1902년)
이상경(李相慶, 1902년 6월 7일~1962년 12월 16일)은 대한민국의 정치인으로 제2대 국회의원을 지냈다. 이은우의 아들이다.
제2대 국회의원 임기가 시작된 직후 한국 전쟁이 발발하여 조선민주주의인민공화국으로 갔다. 2004년, 평양 룡성구역 재북인사 묘역에 시신이 안치된 사실이 확인되었는데, 묘비에 따르면 1962년 12월 16일 사망하였다.

## 약력
- 일본 니혼 대학 법률과 졸업[3]
- 수리조합 이사
- 대한독립촉성국민회 하동군 지부장

## 역대 선거 결과
|  | 34.35% |

|  | 17.52% |

## 참고 자료
- 이상경 - 대한민국헌정회